# Đốc phủ sứ

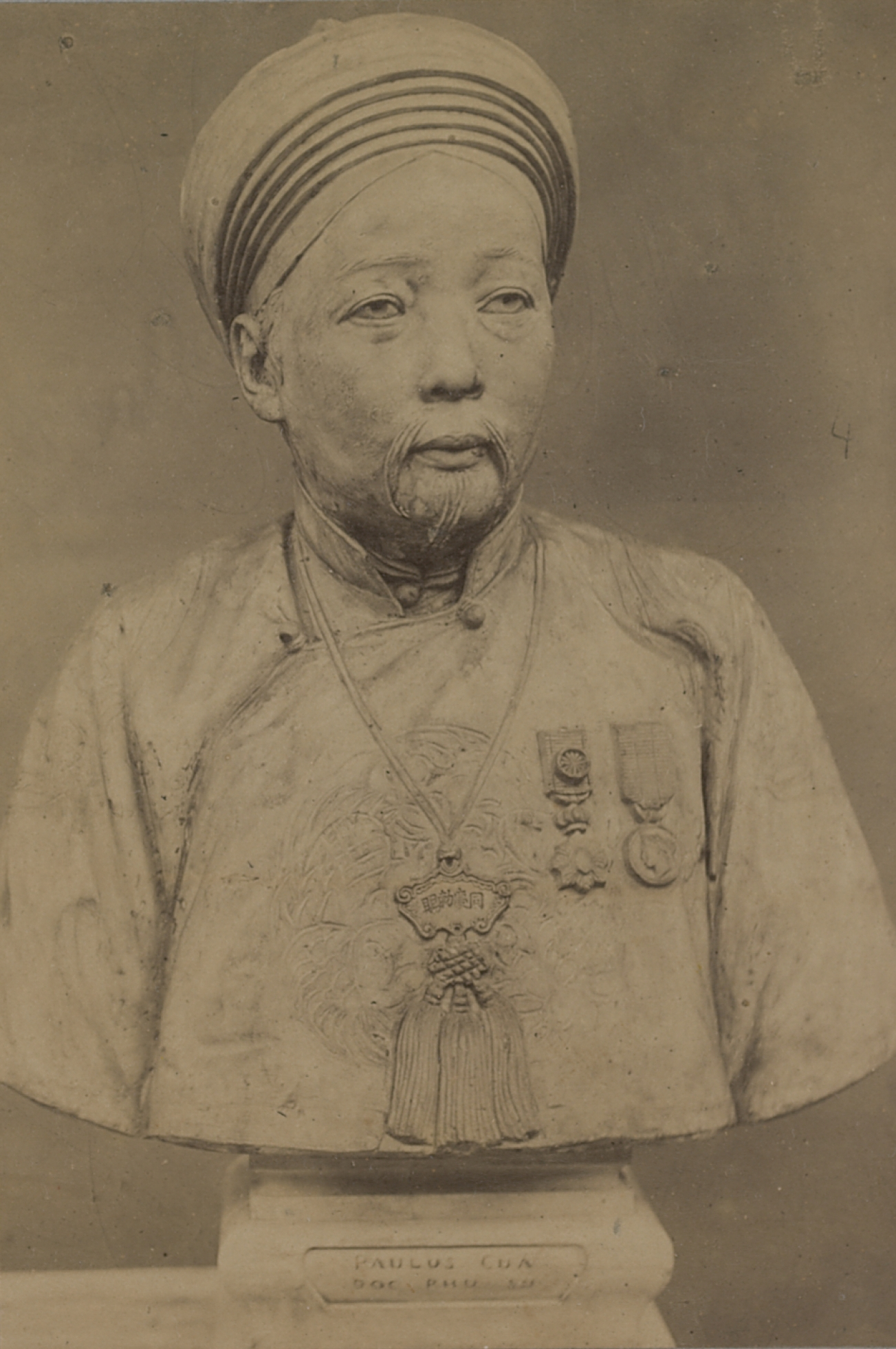
Tượng bán thân Paulus Huỳnh Tịnh Của, dòng chữ bên dưới tượng đề "Paulus Cua, Doc Phu Su". (Paulus Của, Đốc Phủ Sứ).

Đốc phủ sứ (tiếng Pháp: chef de préfecture; Tiếng Trung: 督撫使) là một chức quan cao cấp dành cho người Việt trong bộ máy hành chính dưới thời Pháp thuộc, đảm nhiệm vị trí đứng đầu một trung tâm hành chính hoặc một đại lí lớn, quan trọng ở thuộc địa Nam Kỳ thời Đông Dương thuộc Pháp. Đốc phủ sứ được tuyển chọn trong số Tri phủ hạng nhất có thâm niên từ 3 năm trở lên, và chức quan này nằm dưới sự chỉ đạo của một viên chức người Pháp, đó là quan chủ tỉnh. Chỉ những người trên 45 tuổi và đã giữ chức vụ quận trưởng được 3 năm mới đủ điều kiện được thăng chức Đốc phủ sứ.
Những nhân vật nổi tiếng dưới thời Pháp thuộc từng giữ chức Đốc phủ sứ có thể kể đến như: Nhà ngôn ngữ Huỳnh Tịnh Của, Nhà văn Hồ Biểu Chánh, Thái Lập Thành, Dương Văn Mậu (cha của Dương Văn Minh), Tổng đốc Phương, Trần Bá Lộc, Trần Tử Ca (Đốc phủ của Hóc Môn, Gia Định - bị quân khởi nghĩa 18 thôn vườn trầu chém đầu), đốc phủ Nguyễn Văn Hải cháu rể của Trương Định, người sở hữu Dinh Đốc phủ Hải.
Người giữ chức Đốc phủ sứ có thể được bổ nhiệm vào vị trí quận trưởng hay phó tỉnh trưởng, hoặc đầu phòng ở Soái phủ.